# 1639 en littérature
| Années de la littérature : 1636 - 1637 - 1638 - 1639 - 1640 - 1641 - 1642    |
| Décennies de la littérature : 1600 - 1610 - 1620 - 1630 - 1640 - 1650 - 1660 |

Cet article présente les faits marquants de l'année 1639 en littérature.

## Évènements
- Janvier : la première presse typographique des Treize Colonies est installée à Cambridge, dans le Massachusetts, par Elizabeth Glover (en)  et Stephen Daye (en), qui publient cette année-là une édition du Oath of a Freeman[1].
- 14 février : François de la Mothe le Vayer et Jacques Esprit sont reçus à la l'Académie française[2].
- 28 juin : l'archevêque de Cantorbéry William Laud, chancelier de l'université d'Oxford, fait don du manuscrit de la Chronique de Peterborough à la bibliothèque Bodléienne[3].

- 1er août : le poète allemand Simon Dach est nommé par l'électeur Georges-Guillaume Ier de Brandebourg professeur de poésie à l'université de Königsberg[4].

- 19 novembre : Étienne Pascal est nommé commissaire député du roi en Normandie « pour la subsistance des gens de guerre » ; il est chargé de prélever l'impôt à la suite de la révolte des va-nu-pieds. Il s'installe à Rouen en janvier, où ses filles Gilberte et Jacqueline et son fils Blaise le rejoignent[5].
- 7 décembre  : Francisco de Quevedo est arrêté chez le duc de Medinaceli après avoir déposé un pamphlet sur la serviette du roi Philippe IV ; il est enfermé jusqu'en juillet 1643 dans un cachot du couvent San Marcos de León[6].

- Fondation de la  (nl) Livraria Montezinos après l'unification des trois communautés judéo-portugaises d'Amsterdam, qui offrent chacune des manuscrits à l'Académie Ets Haïm (Arbre de vie) de la Synagogue portugaise d'Amsterdam, alors 246 articles. Une salle de lecture est mise à disposition des étudiants, des rabbins et des maîtres de l'Académie dès 1640[7].

## Parutions

### Ouvrage didactiques
- 12 septembre : achevé d'imprimé de l’ouvrage de Jean Duvergier de Hauranne, Théologie familière : ou Instruction de ce que le Chrétien doit croire et faire en cette vie pour être sauvé, Paris, Jean Le Mire, 1639 (présentation en ligne)[8].

- Les nouvelles pensées de Galilée, Paris, Henry Guenon, 1639 (présentation en ligne), traduit de l'italien en français par Marin Mersenne.
- Jean Pierre Camus, Les entretiens historiques, Paris, Gervais Alliot, 1639 (présentation en ligne).

- Gabriel Naudé, Considérations politiques sur les coups d’État, Rome, 1639 (présentation en ligne).
- Friedrich Spanheim, Commentaire historique de la vie et de la mort de Messire Christofle de Dohna, Genève, Jacques Chouët, 1639 (présentation en ligne)
- Henry Spelman, Concilia, decreta, leges, constitutiones, in re ecclesiarum orbis Britannici, Londres, Richardus Badger, Ph. Stephani & Ch. Meredith, 1639 (présentation en ligne)

### Fictions
- Andreas Gryphius, Sonn- und Feiertagssonette : (« Sonnets pour dimanches et jours fériés »), vol. 1, Leide, 1639 (présentation en ligne).

- Jules de La Mesnardière, La poetique, Paris, Antoine de Sommaville, 1639 (présentation en ligne).

- Première édition des deux parties réunies du roman de Miguel de Cervantes Le valeureux Don Quixote de la Manche, traduction française de César Oudin et François de Rosset, chez Antoine Coulon et Arnold Cottinet à Paris[9].

## Naissances
- 22 décembre : Jean Racine, dramaturge français († 21 avril 1699).

## Décès
- 4 août : Juan Ruiz de Alarcón y Mendoza, dramaturge espagnol (° 2 octobre 1581).